# Шортдрінк

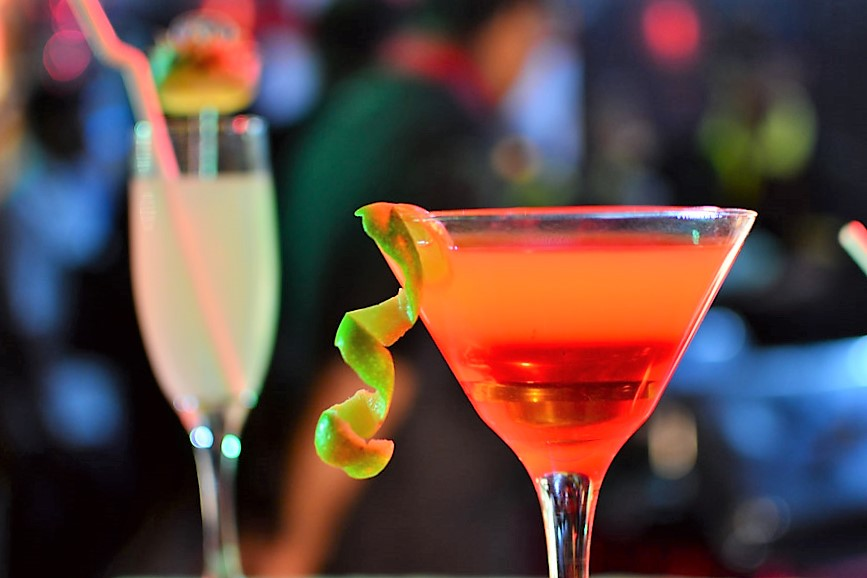

Шорт-дрінк (англ. Short Drink) — вид приготування і подачі алкогольного коктейлю. Обсяг напою до 100 мл. Напої цього типу є міцнішими за лонг-дрінки, тому що інгредієнти, як правило, міцні алкогольні напої, і вони зазвичай готуються без будь-яких розбавляючих інгредієнтів.
Безалкогольні інгредієнти додаємо в невеликих кількостях. Короткий-напій подається в коктейльному келиху.
Іноді додають жовток (чого абсолютно не скажеш про лонг-дрінк), лимон або цукор.